# ماجراهای جدید پینوکیو (فیلم ۱۹۹۹)
ماجراهای جدید پینوکیو (به انگلیسی: The New Adventures of Pinocchio) یک فیلم سینمایی محصول سال ۱۹۹۹ میلادی که دنباله قسمت قبلی بنام ماجراهای پینوکیو (۱۹۹۶) است این فیلم توسط مایکل اندرسون کارگردانی شده است. این اثر سینمایی در تاریخ ۶ آوریل ۲۰۰۰ در استرالیا منتشر شد. این آخرین فیلمی است که مایکل اندرسون قبل از مرگ وی در سال ۲۰۱۸ کارگردانی کرده است.

## بازیگران اصلی این فیلم
- مارتین لاندو در نقش پدر ژپتو
- اودو کیر
- گابریل تامسون در نقش پینوکیو (جایگزین جاناتان تیلور توماس شد)
- سارا الکساندر در نقش روباه مکار (جایگزین بی بی نیوورتس)
- راب اشنایدر در نقش گربه نره
- وارویک دیویس - جیرجیرک سخنگو، (جایگزین مرحوم دیوید دویل)
- بن ریودوی - لمپویک (جایگزین کوری کریر)